# Cena nadmiernie wygórowana
Cena nadmiernie wygórowana – cena nieuczciwa, rażąco nieekwiwalentna, zawyżona w stosunku do ekonomicznej wartości oferowanego świadczenia. Cena ta nie byłaby do zaakceptowania w warunkach istnienia konkurencji, zaś jej pobieranie jest skutkiem monopolistycznej pozycji oferenta.
Stosowanie cen nadmiernie wygórowanych jest zabronione Ustawą o ochronie konkurencji i konsumentów, której wykonywaniem zajmuje się Urząd Ochrony Konkurencji i Konsumentów.
Gdy przedsiębiorca narzuca ceny nadmiernie wygórowane, UOKiK może wszcząć przeciw niemu tzw. postępowanie antymonopolowe. Postępowania takie mogą być wszczynane zarówno na wniosek innych przedsiębiorców (zwykle konkurentów lub klientów), jak również z urzędu (m.in. na skutek analizy cen surowców i produktów na rynku).
Instytucje antymonopolowe bardzo ostrożnie traktują zarzuty pobierania cen nadmiernie wygórowanych. Uznaje się, że problem nie zamyka się w samej cenie, ale w sile rynkowej przedsiębiorstwa, barierach wejścia oraz intensywności konkurencji.
Ponieważ samo pojęcie ceny nadmiernie wygórowanej jest nieprecyzyjne, w trakcie postępowania bardzo dużą wagę przywiązuje się do źródła danego monopolu. UOKiK bada, czy źródłem pozycji monopolistycznej jest efektywność i innowacyjność przedsiębiorstwa, czy też ochrona państwowa lub inne czynniki zewnętrzne. W piśmiennictwie amerykańskim przyjmuje się, że firma, która zdobywa pozycję dominującą na skutek innowacji, nie powinna być atakowana za swoje decyzje cenowe, gdyż może to zniechęcać do postępu technologicznego i ekonomicznego, jednak Komisja Europejska w swoich wytycznych nie przywiązuje tak dużej wagi do źródła pozycji monopolistycznej, ale do samego jej stwierdzenia.